# Pinko Tomažič
Josip Tomažič-Pino (bolje znan kot Pinko Tomažič), slovenski (primorski) komunist in narodni heroj; * 20. marec 1915, Trst, † 15. december 1941, Opčine.

## Življenjepis
Pinko Tomažič se je rodil leta 1915 v Trstu. Njegovo osnovno šolanje je potekalo v zasebni ljudski šoli pri sv. Jakobu, kasneje pa v trgovskem tehničnem zavodu. Visoko šolanje je opravljal na ekonomski fakulteti tržaške univerze.
Leta 1927 je italijanski fašistični režim razpustil vse slovenske organizacije, med drugim tudi mladinske, kar je Pinka Tomažiča še posebno prizadelo. Posledično se je pridružil nekaterim mladinskim skupinam, ki so ilegalno nadaljevale svoje dejavnosti, zlasti v smeri narodnega boja in antifašizma. Zaradi tega je režim izpeljal prvi tržaški proces, na katerem so bili obsojeni in 6. septembra 1930 pri Bazovici ustreljeni Tomažičevi prijatelji Ferdo Bidovec, Fran Marušič, Zvonimir Miloš in Alojz Valenčič. Pinko Tomažič pa je kljub temu nadaljeval svoje ilegalne dejavnosti, njegovo ime se je tako znašlo tudi v poročilih fašistične policije. Leta 1930 je bil sprejet v mladinsko komunistično organizacijo, naslednje leto pa v KPI. Štiri leta kasneje (1935) se je zaradi nevarnosti aretacije moral umakniti iz Trsta, in sicer se je za krajši čas nastanil v Zagrebu, kjer je nadaljeval ekonomsko visoko izobraževanje. V Zagrebu je bil član Akademskega društva Triglav, v Mariboru pa član »Društva slovenskih emigrantov iz Italije Nanos«. Leto pozneje (1936) je bil zaradi politične aktivnosti izgnan tudi iz Jugoslavije, zatem pa je preko Avstrije nameraval emigrirati v nemirno Španijo, kjer bi se na republikanski strani boril v državljanski vojni, a je bil na poti aretiran.
Italijanska vojska je Pinka Tomažiča vpoklicala junija 1937, in sicer v Piso. Tu je odslužil vojaško obveznost ter se nato vrnil v rodni Trst, kjer je med letoma 1938 in 1940 znova obiskoval ekonomsko fakulteto. To je bilo obdobje močne politične aktivnosti, ko se je Tomažič družil s proletarci, tigrovci ter mladino, poleg tega pa prispeval socialne in narodnostne vsebine v mladinski glasili Iskra in Plamen. Leta 1938 je tudi postal član vodstva KPI za Julijsko krajino. V začetku leta 1940 je v Miljskih hribih pripravljal prvo oboroženo gverilsko enoto, orožje sta mu dobavljala Danilo Zelen in Ivan Vadnal.
2. junija 1940 je bil aretiran; iz skupine 300 aretirancev so izbrali 60 osumljencev, ki so bili nato udeleženi v drugem tržaškem procesu, ki je trajal med 2. in 14. decembrom 1941. Posebni tribunal se je preselil iz Rima v Trst. Sojenje je imelo velik odmev, Pinko Tomažič pa je bil na njem obsojen na smrt. Skupaj z Viktorjem Bobkom, Ivanom Ivančičem, Simonom Kosom in Ivanom Vadnalom je bil ustreljen na strelišču na Opčinah 15. decembra 1941.
Njegovo ime nosita med drugim Tržaški partizanski pevski zbor Pinko Tomažič ter celodnevna osnovna šola Pinko Tomažič v slovenskem jeziku v Trebčah pri Trstu.
Razglašen je bil za narodnega heroja.